# 아스테릭스 (영화)
아스테릭스(Astérix et Obélix contre César)는 1999년 공개된 프랑스의 영화이다.

## 줄거리
율리우스 카이사르가 갈리아 정복을 기념하는 가운데, 루시우스 데트리투스는 단 하나의 마을만이 저항하고 있다는 사실을 숨긴다. 데트리투스는 마을 근처 주둔지로 가서 백인대장 카이우스 보너스로부터 갈리아인들이 무적의 힘을 주는 마법 물약을 가지고 있다는 것을 알게 된다. 그는 물약을 차지하려 하고, 뛰어난 아스테릭스와 불사신 오벨릭스가 갈리아 전력의 핵심임을 알고 그들을 제거하려 하지만 실패한다.
거짓 예언자가 마을에 나타나 로마군과 보물이 도착할 것이라고 예언하고, 아스테릭스의 반대에도 불구하고 마을 사람들은 그를 믿는다. 로마 세금 징수관이 도착하자 그들을 쫓아내고 금을 빼앗는다. 예언자는 아스테릭스를 약물로 조종하여 혼란을 일으키는 동안 세금을 되찾지만, 도난 소식이 카이사르에게 전해지고, 카이사르는 군단을 공격하도록 지시한다. 군대가 패배하는 것을 본 카이사르는 데트리투스에게 마을을 제압하지 못하면 사자 밥이 될 것이라고 협박한다.
데트리투스는 드루이드로 변장하여 드루이드 회의에서 파노라믹스(게타픽스)를 납치한다. 아스테릭스는 오벨릭스를 로마 군인으로 변장시켜 그들과 함께 드루이드를 구출하기 위해 주둔지에 침입하지만, 둘은 헤어지게 된다. 아스테릭스는 던전에서 게타픽스를 만나고, 그들은 데트리투스가 마법 물약을 만들라는 요구에 저항한다. 결국 데트리투스는 이데픽스(도그마틱스)를 고문하고, 물약을 사용하여 카이사르를 감옥에 가두고(철가면을 씌워) 경비병으로 오벨릭스를 데리고 지휘권을 장악한다. 나중에 오벨릭스는 아스테릭스, 게타픽스, 도그마틱스, 카이사르의 탈출을 돕는다.
카이사르는 갈리아인들과 협력하여 데트리투스를 물리치고, 데트리투스는 자신의 마법 물약을 사용하여 마을 사람들을 공격한다. 이에 맞서 파노라믹스는 아스테릭스와 오벨릭스의 복제본 수십 명을 만드는 특별한 물약을 만든다. 카이사르는 권력을 되찾고 마을에 자유를 부여한다.

## 배역
- 크리스티앙 클라비에 - 아스테릭스
- 제라르 드파르디외 - 오벨릭스
- 로베르토 베니니 - 루시우스 데트리우스
- 고트프리트 존 - 시저

## 성우진

### KBS (2002년 4월 21일)
- 이정구 - 아스테릭스(크리스티앙 클라비에)
- 장광 - 오벨릭스(제라르 드파르디외)
- 오세홍 - 테트리우스(로베르토 베니니)
- 김병관 - 마법사 파노라믹스(클로드 피에프루)
- 설영범 - 카이사르(고트프리트 존)
- 황원 - 촌장 아브라라쿠르시스(미셸 갈라브루)
- 노민 - 카이우스(장 피에르 카스탈디)
- 탁원제 - 예언자 프롤릭스(데니에르 프레보스트)
- 문지현 - 팔발라(레티시아 카스타)
- 이재용 - 음유시인 아쉬렁스투릭스(피에르 팔마드)
- 이재명 - 아즈카노닉스(사이먼 베리에)
- 문영래 - 마투살라스(장-이브 투알)
- 성창수 - 오르드랄파베틱스(장 작크 드보)
- 오인성 - 조각가
- 김희선 - 아즈카노닉스 부인(애리엘 돔바슬)
- 정훈석 - 말로시누스(미셸 뮐러)

### SBS (2003년 8월 22일)
- 이인성 - 아스테릭스(크리스티앙 클라비에)
- 김기현 - 오벨릭스(제라르 드파르디외)
- 최병상 - 테트리우스(로베르토 베니니)
- 설영범 - 카이사르(고트프리트 존)
- 황원 - 촌장 아브라라쿠르시스
- 홍승옥
- 기경옥
- 황윤걸
- 이철용
- 김용준
- 이장원
- 소연